# 2018年冬季奧林匹克運動會波多黎各代表團
2018年冬季奥林匹克运动会波多黎各代表团是波多黎各所派出的2018年冬季奥林匹克运动会代表团。这是波多黎各时隔16年重返冬奥。

## 背景
2002年，波多黎各原本派出两名选手参加雪车比赛，然而由于其中一名选手迈克尔·冈萨雷斯未达到该地奥委会所定下的要求，该地最终没有出场参加比赛。这之后，波多黎各奥委会不再承认波多黎各冬季体育联合会，波多黎各也因此无缘参加这之后的三届冬奥。2017年12月，由於波多黎各奧委會授予波多黎各冬季體育聯合會六個月的臨時會員資格，波多黎各有望時隔16年再度派出運動員參加冬奧。

## 高山滑雪
波多黎各男子高山滑雪运动员查爾斯·弗拉赫提达到了国际滑雪联合会定下的奥运参赛资格标准成绩，获得该届冬奥参赛资格。雖然他出生於美國本土，但是由於他曾在當地居住過一段時間，他仍有資格代表波多黎各參賽。
| 運動員          | 項目       | 第一次  | 第一次 | 第二次  | 第二次 | 總計    | 總計 |
| 運動員          | 項目       | 時間    | 排名   | 時間    | 排名   | 時間    | 排名 |
| --------------- | ---------- | ------- | ------ | ------- | ------ | ------- | ---- |
| 查爾斯·弗拉赫提 | 男子大曲道 | 1:28.50 | 83     | 1:27.55 | 73     | 2:56.05 | 73   |